# Onthophagus paolae
Onthophagus paolae là một loài bọ cánh cứng trong họ Bọ hung (Scarabaeidae).